# 603 (číslo)
Šest set tři je přirozené číslo. Římskými číslicemi se zapisuje DCIII a řeckými číslicemi χγ. Následuje po čísle šest set dva a předchází číslu šest set čtyři.

## Matematika
603 je:
- Deficientní číslo
- Složené číslo
- Nešťastné číslo

## Astronomie
- (603) Timandra je planetka hlavního pásu, kterou objevil v roce 1906 Joel Hastings Metcalf

## Roky
- 603
- 603 př. n. l.